# هانز غونتر فينكلر
هانز غونتر فينكلر (Hans Günter Winkler) هو لاعب أولمبي لرياضة الفروسية من ألمانيا. شارك في الأولمبياد الصيفي في 1956–1976، وفاز بما مجموعه 7 ميداليات.

## الميداليات
| ذهب | فضة | برونز | المجموع |
| 5   | 1   | 1     | 7       |

## روابط خارجية
- هانز غونتر فينكلر على موقع الموسوعة البريطانية (الإنجليزية)
- هانز غونتر فينكلر على موقع مونزينجر (الألمانية)
- هانز غونتر فينكلر على موقع الاتحاد الدولي للفروسية (الإنجليزية)
- هانز غونتر فينكلر على موقع FEI (رابط بديل) (الإنجليزية)
- هانز غونتر فينكلر على موقع اللجنة الأولمبية الدولية (الإنجليزية)
- هانز غونتر فينكلر على موقع أوليمبيديا (الإنجليزية)